# بررسی نسبت پدری و مادری
بررسی نسبت پدرومادری ((به انگلیسی: Parental testing)) بررسی نسبت پدر و فرزند یا مادر و فرزند می‌باشد. مناسب‌ترین تست استفاده از دی‌ان‌ای می‌باشد.

## تست پدری یا مادری برای کودک یا بزرگسال
تست با جمع‌آوری سلول‌های باکال در داخل یک گونه از یک فرد با استفاده از سواب باکال یا سواب آب انجام می‌شود. سپس سلول‌های باکال به آزمایشگاه فرستاده می‌شود. برای تست هسته ای، نمونه‌هایی از پدر و کودک ادعایی مورد نیاز است. برای تست مادران، نمونه‌هایی از مادر و فرزند مورد نیاز است.

## موارد قانونی
تست دی‌ان‌ای برای اثبات رابطه فامیلی، در اکثر کشورها از نظر قانونی معتبر می‌باشد.